# Microdynerus erzincanensis
Microdynerus erzincanensis är en stekelart som beskrevs av Yilderim och Özbeck 1995. Microdynerus erzincanensis ingår i släktet Microdynerus och familjen Eumenidae. Inga underarter finns listade i Catalogue of Life.